# برون‌خمیدگی لگن
برون‌خمیدگی لگن یا کوکسا والگا (به انگلیسی: Coxa valga) نوعی بدشکلی است که در آن افزایش زاویه بین گردن استخوان ران و تنه استخوان وجود دارد.

## بیماریزایی
در این بیماری زاویه بین گردن استخوان ران و تنه آن بیش از ۱۳۵ درجه می‌شود. این بیماری برعکس درون‌خمیدگی لگن است.